# Moers
Moers (IPA: [mœʁs]) è una città di 103 725 abitanti della Renania Settentrionale-Vestfalia, in Germania.
Appartiene al distretto governativo di Düsseldorf e al circondario di Wesel.
Moers possiede lo status di "Grande città di circondario" (Große kreisangehörige Stadt).

## Amministrazione

### Gemellaggi
Moers è gemellata con:
- Maisons-Alfort, dal 1966
- Bapaume, dal 1974
- Knowsley, dal 1980
- Ramla, dal 1987
- La Trinidad, dal 1989
- Seelow, dal 1990